# パフ (お笑い芸人)
パフ（1990年6月28日 - ）は、日本の女性お笑い芸人。男女お笑いコンビ「なかよし」のボケ担当。本名：後藤 奈央（ごとう なお）。プロダクション人力舎所属。

## 来歴
2009年、東北生活文化大学高等学校美術デザイン科卒業。2013年、東北芸術工科大学企画構想学科卒業。
2014年、スクールJCAへ23期生として入学。2015年4月16日、コモリギャルソンとコンビ「なかよし」としてJCAプロモーションへの所属が決定。その後、プロダクション人力舎へ正式所属となる。
2017年から、おぎやはぎがMCを務めるAbemaTVおぎやはぎの「ブス」テレビにレギュラー出演。
2022年5月13日、芸名を本名である後藤奈央から「パフ」に改名した事を発表した。

## 人物
- 宮城県仙台市出身。蟹座O型、左利き、身長162cm、体重58kg(公称)、B87cm、W69cm、H95cm、靴サイズ24.5cm、頭囲56cm。姉がいる。
- 趣味はキュンとする少女漫画探し、絵を描くこと、どんな物・人に対しても悪いところをみつける、高橋一生の出ている映画やドラマを観てひたすら浸る[2]など。
- 特技は人の顔の良し悪しを正確に採点できる、その人に合わせた少女漫画を紹介できる、相方の悪口を無限に言える、50音全て世界一高い音で発音できる[2]など。
- 芸人になる前ポストカードやアクセサリーを制作し「杜の都のアート展」などで販売していた経験がある[6]。
- 思春期は根暗な女子であったため中高時代クラスから孤立気味であった。

## 賞レース戦績
- 2021年 M-1グランプリ 3回戦進出[1]

## 出演

### テレビ
- 勇者ああああ〜ゲーム知識ゼロでもなんとなく見られるゲーム番組〜（2020年4月10日、テレビ東京）『トレジャーハンター326』

### ウェブテレビ
- おぎやはぎの「ブス」テレビ（AbemaTV）※レギュラー出演
- バラエティ開拓バラエティ 日村がゆく（2019年4月3日、AbemaTV）『苦労芸人ネタGP[7]』